# Ianbrucéite

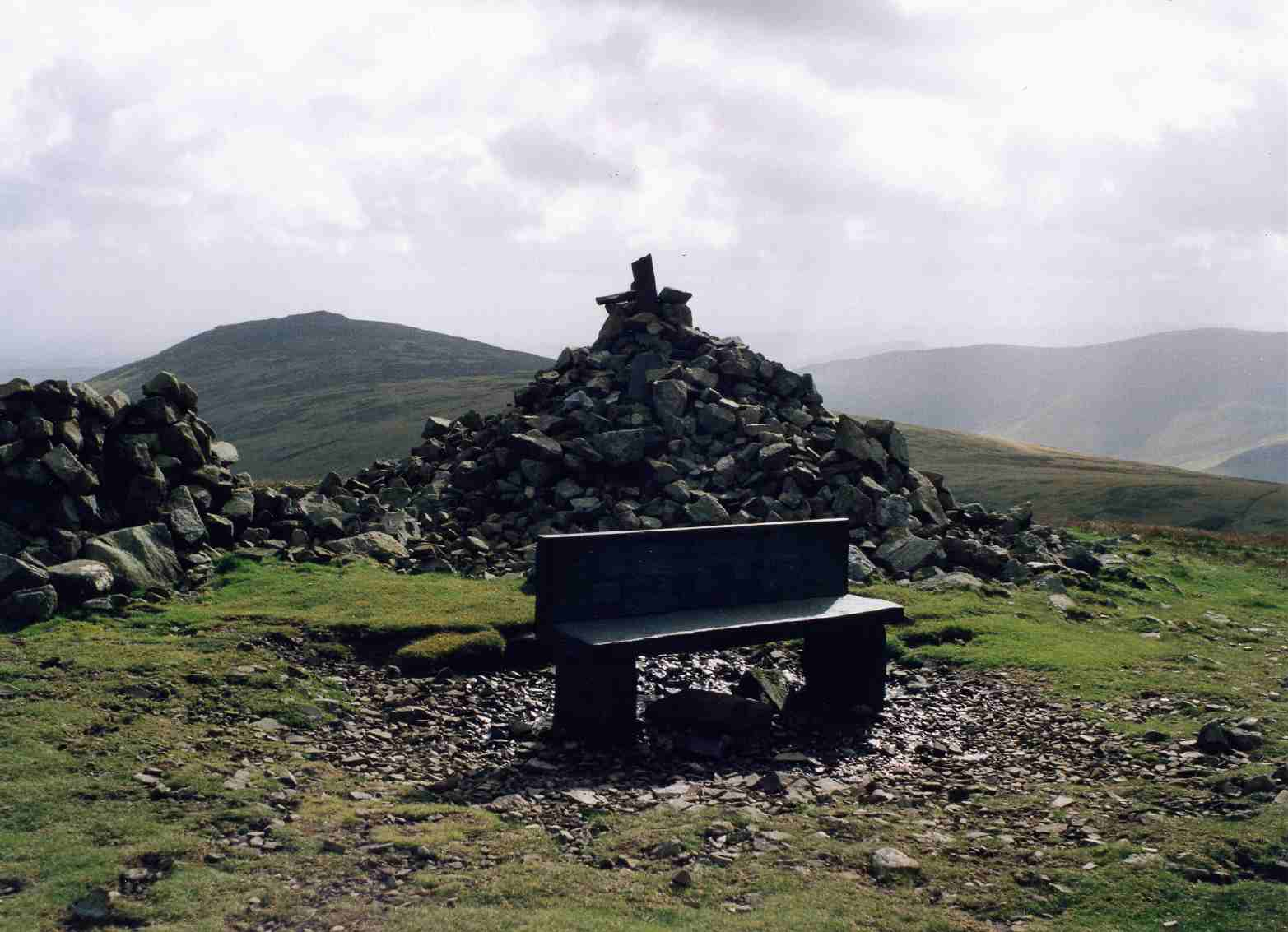
Sommet du High Pike

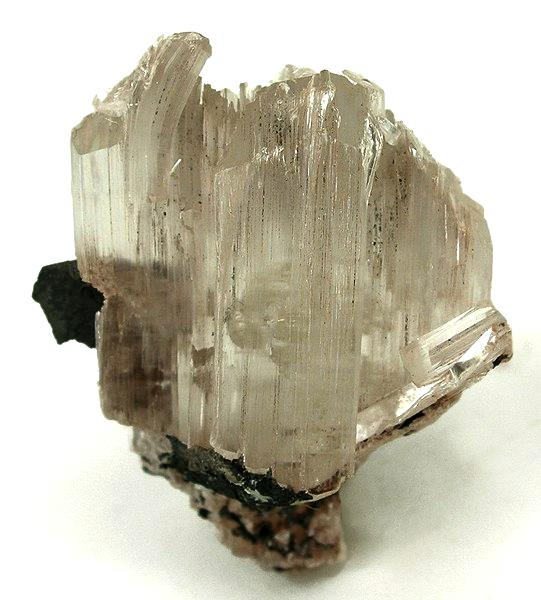
Leitéite

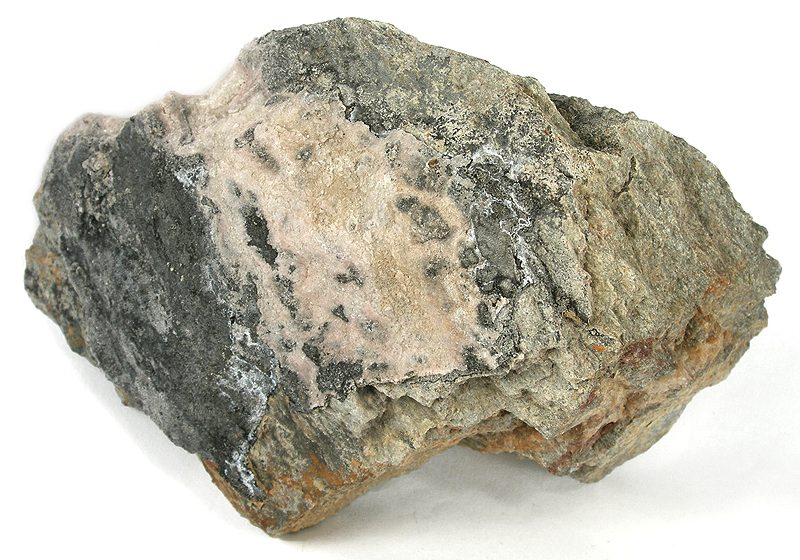
Köttigite

L'ianbrucéite est une espèce minérale rare d'arséniate de zinc hydraté, de formule Zn2(OH)(H2O)(AsO4)](H2O)2 ou Zn2(AsO4)(OH) · 3H2O (le prélèvement de la mine Driggith a des traces de cobalt). Elle a été découverte pour la première fois à Tsumeb, approuvé par l'Association minéralogique internationale en tant que nouvelle espèce minérale en 2011, et son nom rend hommage à Ian Bruce, fondateur de la collection Crystal Classics au début des années 1990, fortement impliqué dans les démarches pour rouvrir la célèbre mine de Tsumeb en Namibie pour l'extraction de spécimens de collection.
En 2013, de nouvelles occurrences d'ianbrucéite ont été recensées dans les mines voisines de Driggith et Potts Gill sur High Pike dans les Caldbeck Fells, Cumbria, Angleterre. Ici, le minerai est probablement un produit post-minier. Elle a par la suite été aussi trouvée en Allemagne.

## Structure
L'ianbrucéite a une structure constituée de couches alternant avec un espace intercouche contenant des molécules d'eau faiblement liées. La composition de ces couches est de [Zn2(OH)(H2O)(AsO4)], et sont liée à l'arsenic tétraédrique par quatre anions oxygène.
Cette structure appartient au système cristallin monoclinique, qui est de forme prismatique et possède quatre unités de formule par cellule unitaire (Z = 4). Les paramètres de cellule unitaire sont les longueurs des côtés de la cellule unitaire, a, b et c, et l'angle β entre les axes cristallins a et c. Pour l'ianbrucéite, les paramètres de cellule unitaire sont a = 11,793 Å, b = 9,1138 Å, c = 6,8265 Å et β = 103,859°. Le groupe d'espace est P21/c.

## Aspect
L'ianbrucéite se présente sous la forme d'agrégats de minuscules cristaux qui ressemblent à des lattes et qui rayonnent à partir d'un point central, avec un contour distinctif en forme de losange, atteignant un diamètre maximal de 0,2 mm. La couleur de l'ianbrucéite varie selon sa provenance. Le spécimen de la mine de Tsumeb est bleu, avec une teinte allant du très pâle au bleu profond. Quant au matériel provenant des Caldbeck Fells, il est blanc à rose pâle.
Les cristaux ont un éclat vitreux et un trait blanc.

## Propriétés optiques
Les indices de réfraction de l'ianbrucéite sont similaires à ceux du verre à vitre ordinaire, avec nα=1,601, nβ=1,660 et nγ=1,662. L'indice de réfraction varie avec la longueur d'onde (couleur) de la lumière, de sorte que les positions des axes optiques dans les cristaux biaxes et l'angle 2V entre eux changent lorsque la couleur de la lumière incidente est modifiée. Pour l'ianbrucéite, 2V est plus grand pour la lumière violette que pour la lumière rouge, v > r. Il a été mesuré à 18° ; il peut également être calculé à partir des valeurs des indices de réfraction α, β et γ, donnant une valeur de 20°. Le minéral n'est pas fluorescent à la lumière ultraviolette.

## Propriétés physiques
Le clivage du minéral est parfaitement parallèle à {100}. Les cristaux de l'ianbrucéite sont flexibles et se déforment plastiquement. Le minéral est très mou, avec une dureté Mohs de seulement 1, analogue à celle du talc. Les mesures de la gravité spécifique n'ont pas été rapportées, mais en partant de la formule et des dimensions de la cellule, elle a été calculée à 3,197. Elle se révèle insoluble dans une dilution d'acide, ce qui la distingue de l'hydrozincite et de l'aragonite, qui sont également des minéraux supergènes formant des croûtes blanches. L'eau faiblement liée entre les couches s'échappe facilement, de sorte que le minéral peut générer de l'efflorescence. Il absorbe aussi facilement l'éthanol.

## Gisements
La localité type est la mine Tsumeb, dans la région d'Otjikoto en Namibie. Le matériel type est conservé au Département d'histoire naturelle, Musée royal de l'Ontario, Toronto, au Canada, (sous le n°M53150) et Musée minéralogique de l'Université de Hambourg.
L'ianbrucéite se présente sous forme de minéral supergène de stade tardif dans les fractures de matrice carbonatée ou de quartz-carbonate partiellement oxydée et riche en sulfures, dans des localités des Caldbeck Fells. Les mines de Caldbeck Fells sont célèbres pour leurs minéraux supergènes. Les mines de Driggith et Potts Gill ont exploité des filons de plomb-zinc-cuivre à basse température sur les versants est et nord de High Pike, où l'arsénopyrite est abondante. L'oxydation de l'arsénopyrite dans les veines contenant également des sulfures primaires de plomb, de zinc et de cuivre a produit une gamme d'arséniates supergènes.
Des agrégats rayonnants de cristaux en forme de lattes d'ianbrucéite ont été découverts dans des fractures de matrice de quartz-dolomite contenant de la sphalérite, de la chalcopyrite et de la köttigite contenant du cobalt sous forme d'agrégats roses arrondis, ou plus rarement sous forme de lames monocliniques roses pâles à incolores, ainsi que des taches noires irrégulières d'oxyde de manganèse contenant du cobalt, d'adamite et d'un silicate de cuivre non identifié sur les terrils de 55 m de haut de la mine de Driggith dans les Caldbeck Fells, dans le comté de Cumbria en Angleterre. À la mine voisine de Potts Gill, Caldbeck Fells, Cumbria, sur les dépotoirs du niveau Endeavour, l'ianbrucéite a été trouvée sous forme de minuscules cristaux en forme de lattes nacrées dans des fractures de dolomite riche en arsenopyrite. Un bloc de matériau contenait de la marcassite en abondance, de la galène, de la sphalérite et de l'arsénopyrite à grain fin mineur, dans une matrice dolomitique.
En Namibie, on a découvert de l'ianbrucéite dans une veine de zinc au niveau 44 de la mine de Tsumeb. Elle se présente sous forme de cristaux lamellaires d'un bleu très pâle à bleu ciel, associés à d'autres minéraux tels que la leitéite, la köttigite, la legrandite et l'adamite. Les cristaux sont minces et mesurent jusqu'à 80 μm de longueur pour quelques micromètres d'épaisseur, formant des agrégats aplatis allant jusqu'à 0,10 mm de diamètre et des agrégats ellipsoïdaux allant jusqu'à 0,5 mm de diamètre. L'ianbrucéite est souvent associée à de la leitéite blanche grossière, de la köttigite bleu foncé, de la legrandite mineure et de l'adamite.